# Mendata
Mendata – gmina w Hiszpanii, w prowincji Biskaja, w Kraju Basków, o powierzchni 22,39 km². W 2011 roku gmina liczyła 378 mieszkańców.